# Пут, Чарли
Чарли Пут (англ. Charlie Puth, род. 2 декабря 1991 года, Рамсон, Нью-Джерси, США), — американский певец, автор песен и музыкальный продюсер. Его первоначальная известность произошла благодаря вирусному успеху клипов на его песни, загруженных на YouTube. Чарли подписал контракт со звукозаписывающим лейблом eleveneleven в 2011 году после выступления на шоу Эллен Дедженерес, одновременно сочиняя песни и продюсируя материал для других артистов.
В конце концов Чарли подписал контракт с Atlantic Records и Artist Partner Group и выпустил свой дебютный сингл "Marvin Gaye" (с участием Меган Трейнор) в 2015 году. Позже в том же году он появился на сингле Wiz Khalifa "See You Again", который достиг первого места в американском Billboard Hot 100 в течение 12 недель подряд, был сертифицирован RIAA как 11-кратно платиновый и принес ему премию "Золотой глобус" в номинации "Лучшая оригинальная песня", наряду с тремя номинациями на 58-ю ежегодную премию "Грэмми", включая одну в номинации "Песня года".
Дебютный студийный альбом Чарли, "Nine Track Mind", был выпущен в 2016 году и имел умеренный коммерческий успех и в целом негативный прием критиков. В альбом вошел сингл "We Don't Talk Anymore" (с участием Селены Гомес), который достиг 9-го места в Billboard Hot 100. В 2017 году он выпустил два сингла, "Attention" и "How Long"; они были сертифицированы RIAA как 4× и 2× платиновые соответственно. Оба были включены в его второй студийный альбом "Voicenotes" (2018), который в целом был положительно воспринят критиками и достиг 4-го места в Billboard 200.
Третий студийный альбом Чарли, "Charlie, был выпущен в 2022 году. Это породило синглы "Light Switch" и "Left and Right" (с участием Чон Джонгук), оба из которых достигли пика в топ-40 Hot 100 и были сертифицированы RIAA как платиновые и золотые соответственно.

## Ранняя жизнь
Чарльз Отто Пут-младший родился 2 декабря 1991 года в Рамсоне, штат Нью-Джерси, в семье Дебры, учительницы музыки, которая также писала рекламные ролики для HBO, и Чарльза Отто Пута-старшего, строителя и агента по недвижимости. У него есть двое младших братьев и сестер, близнецы Стивен и Микаэла. Отец — католик и мать — еврейка. Пут имеет итальянское, немецкое и венгерское происхождение со стороны отца.
Когда Чарли было два года, на его правой брови остался шрам от укуса собаки. Мать познакомила его с классической музыкой и начала учить игре на фортепиано в возрасте четырех лет. Он начал изучать джаз в возрасте 10 лет и в 12 лет участвовал в летнем молодежном джазовом ансамбле при Cool School театра Каунта Бейси в Ред-Банке, штат Нью-Джерси. Однажды Чарли сыграл роль в постановке Чарли Брауна. В шестом классе он продал рождественский альбом под названием "Have a Very Charlie Christmas", который сам записал и спродюсировал, заработав 600 долларов с продаж.
Он посещал школу Святого Креста в Рамсоне и Forrestdale Middle School, прежде чем окончил Rumson-Fair Haven Regional High School в 2010 году. С седьмого по выпускной класс он посещал подготовительную школу Манхэттенской музыкальной школы по классу джазового фортепиано и по классу классической музыки младше. Чарли окончил Музыкальный колледж Беркли в 2013 году, где он специализировался в области музыкального продюсирования и инженерии.

## Карьера

### 2009-2014: Начало карьеры
В сентябре 2009 года он запустил свой собственный канал на YouTube под названием Charlies Vlogs, на котором публикует комедийные видео и акустические каверы. В 2010 году Чарли выпустил клип на свою первую песню «These Are My Sexy Shades». В декабре 2010 года он выпустил свой дебютный мини-альбом The Otto Tunes. В 2011 году он выиграл онлайн-видеоконкурс, спонсируемый Пересом Хилтоном, под названием «Can You Sing?» с кавером на песню Адель «Someone like You», которую он исполнил с Эмили Лютер. В том же году Эллен Дедженерес объявила, что подписала контракт с Чарли и Лютер на свой лейбл eleveneleven, после того как увидела их исполнение песни Адель. Чарли и Лютер исполнили эту песню на шоу. В декабре 2012 года он выпустил промо-сингл «Break Again» с дополнительным вокалом Эмили Лютер. Музыкальное видео было выпущено несколькими днями позже. 25 января 2012 года Чарли и Лютер исполнили песню Lady Antebellum «Need You Now» на шоу Эллен Дедженерес. Чарли также выступил на мероприятии в поддержку DKMS Delete Blood Cancer, крупнейшего в мире центра донорства костного мозга, в октябре 2012 года. Чарли покинул eleveneleven в конце 2012 года.
23 октября 2013 года он выпустил второй мини-альбом Ego для онлайн-трансляции. Чарли приписывают продюсирование и написание песен и джинглов для других пользователей YouTube. Он написал песню-тему для подкаста Шейна Доусона «Shane and Friends», вступительный джингл для семьи влоггеров SHAYTARDS, оригинальную песню-тему для видеоблога Чарльза Триппи «Internet Killed Television», а также песню для тура и фильма YouTube-группы Our 2nd Life, а также несколько синглов для второго участника Life Рики Диллона. В 2014 году он выпустил промо-сингл «L.U.V.». Музыкальное видео было снято режиссером Эндрю Валлентайном. В том же году он стал соавтором песни «Celebrate» с восьмого студийного альбома Pitbull Globalization.

## Личная жизнь
В школе Чарли подвергался издевательствам. Он рассказал: «Они объединялись против меня и били в то место, из-за которого я чувствовал себя не очень хорошо. И в то время, как мне хотелось вырвать, они просто говорили, что я притворяюсь, что меня тошнит».
Он также сказал в эфире с Райаном Сикрестом, что у него был нервный срыв. Он заявил: «Нервный срыв просто из-за большего количества работы, из-за этого у меня много всего в голове и, что, в сочетании с перелётами и ты знаешь, само осознание того, что я становлюсь все более известным и моя личная жизнь летит под откос почти каждый день. Это просто не то, к чему я привык, и я не думаю, что когда-либо привыкну к этому. Моя терапия — просто включить мелодию и спеть её».
Пут признался, что популярность Джастина Бибера, возникшая при помощи YouTube побудила его сделать то же самое.
Летом 2022 года он начал встречаться с Брук Сансоне. 2 декабря Пут официально объявил об этом в своем аккаунте в Instagram. 7 сентября 2023 года он подтвердил, что они помолвлены.

## Дискография

### Сольные работы
| Название                                 | Год  | Позиции в чартах | Позиции в чартах | Альбом            |
| Название                                 | Год  | AUS              | NZ               | Альбом            |
| ---------------------------------------- | ---- | ---------------- | ---------------- | ----------------- |
| «Marvin Gaye» (с участием Меган Трейнор) | 2015 | 14               | 37               | Some Type of Love |
| «I Won’t Tell a Soul»                    | 2015 | —                | —                | Some Type of Love |

- «Done For Me» (2018)

### В качестве приглашённого исполнителя
| Название                                             | Год  | Позиции в чартах | Позиции в чартах | Позиции в чартах | Позиции в чартах | Позиции в чартах | Позиции в чартах | Позиции в чартах | Позиции в чартах | Позиции в чартах | Позиции в чартах | Сертификации                                                         | Альбом                                        |
| Название                                             | Год  | US               | AUS              | AUT              | DEN              | FRA              | GER              | NL               | NZ               | SWE              | SWI              | Сертификации                                                         | Альбом                                        |
| ---------------------------------------------------- | ---- | ---------------- | ---------------- | ---------------- | ---------------- | ---------------- | ---------------- | ---------------- | ---------------- | ---------------- | ---------------- | -------------------------------------------------------------------- | --------------------------------------------- |
| «See You Again» (Wiz Khalifa featuring Charlie Puth) | 2015 | 1                | 1                | 1                | 1                | 2                | 1                | 3                | 1                | 1                | 1                | - ARIA: Платиновый - RMNZ: Platinum - BPI: Silver - RIAA: Платиновый | Furious 7: Original Motion Picture Soundtrack |
| "Attention"                                          | 2017 | 6                | 5                | 7                | 4                | 13               | 2                | 7                | 22               | 8                | 5                |                                                                      |                                               |

### Видеоклипы
| Год  | Исполнитель                        | Название                |
| ---- | ---------------------------------- | ----------------------- |
| 2015 | Меган Трейнор                      | «Dear Future Husband»   |
| 2015 | Чарли Пут с участием Меган Трейнор | «Marvin Gaye»           |
| 2015 | Уиз Халифа с участием Чарли Пута   | «See You Again»         |
| 2016 | Чарли Пут                          | «One Call Away»         |
| 2016 | Чарли Пут с участием Селены Гомес  | «We Don't Talk Anymore» |
| 2016 | Чарли Пут                          | «Dangerously»           |
| 2017 | Чарли Пут                          | «Attention»             |
| 2017 | Чарли Пут                          | «How Long»              |
| 2018 | Чарли Пут с участием Кейлани       | «Done For Me»           |
| 2018 | Чарли Пут                          | «The Way I Am»          |
| 2019 | Чарли Пут                          | «I Warned Myself»       |
| 2019 | Чарли Пут                          | «Mother»                |
| 2019 | Чарли Пут                          | «Cheating on You»       |
| 2020 | Чарли Пут                          | «Girlfriend»            |
| 2022 | Чарли Пут                          | «Light Switch»          |
| 2022 | Чарли Пут                          | «That's Hilarious»      |
| 2022 | Чарли Пут с участием Чонгука       | «Left and Right»        |